# Michael Chaves

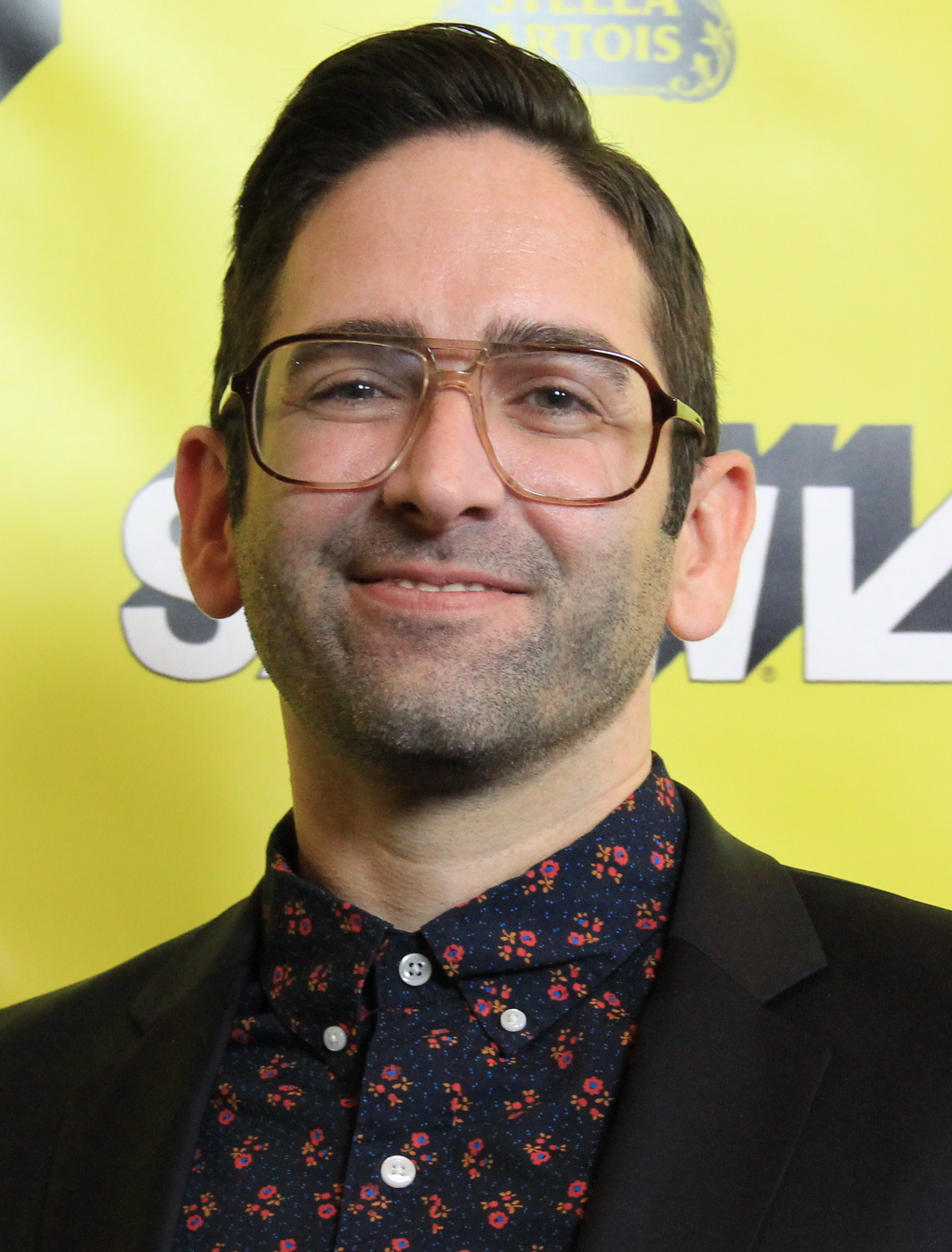
Michael Chaves (2019)

Michael Chaves (* 3. November 1984) ist ein US-amerikanischer Filmregisseur, Drehbuchautor und Spezialeffektekünstler.

## Leben und Karriere
Chaves wuchs in Los Angeles in Südkalifornien auf und war bereits zu dieser Zeit laut eigener Aussage ein großer Fan von Horrorfilmen. Nachdem er eine Zeit lang als Regisseur von Werbespots und Musikvideos arbeitete, durch die er auch Erfahrungen mit Spezialeffekten sammelte, wollte er abendfüllende Spielfilme inszenieren. Dazu begann er mit der Arbeit an verschiedenen Kurzfilmen und Webserien. Im Jahr 2016 veröffentlichte er den Kurzfilm The Maiden, der im Rahmen des Shriekfestes 2016 in der Kategorie Best Super Short Horror Film ausgezeichnet wurde.
Eine Wochen nachdem er The Maiden online veröffentlicht hatte, bekam er ein Angebot für den Regieposten von Lloronas Fluch, dem er nach einem Treffen mit New Line schließlich auch zusagte. Nachdem Ende Januar 2019 das von Chaves inszenierte Musikvideo zu Billie Eilishs Song Bury a Friend erschienen war, feierte im März desselben Jahres Lloronas Fuch seine Premiere. Im Anschluss übernahm er auch für die Filme Conjuring 3: Im Bann des Teufels (2021) und The Nun II (2023) innerhalb des Conjuring-Universums die Regie. Des Weiteren soll er für Conjuring 4: Das letzte Kapitel und einen noch unbetitelten von Michael Bay produzierten Horrorthriller in gleicher Funktion tätig sein.
Chaves hat zwei Kinder, die einen Altersunterschied von drei Jahren haben und Mitte der 2010er Jahre geboren wurden. Laut eigener Aussage ist er ein großer Fan von Filmen der 1990er und frühen 2000er Jahre.

## Filmografie (Auswahl)
Als Regisseur
- 2009: Worst Date Ever (Kurzfilm)
- 2010: Regen (Kurzfilm)
- 2015: Chase Champion (Webserie, 11 Folgen)
- 2016: The Maiden (Kurzfilm)
- 2019: Bury a Friend (Musikvideo)
- 2019: Lloronas Fluch (The Curse of La Llorona)
- 2021: Conjuring 3: Im Bann des Teufels (The Conjuring: The Devil Made Me Do It)
- 2023: The Nun II

Als Drehbuchautor
- 2010: Regen (Kurzfilm)
- 2015: Chase Champion (Webserie, 11 Folgen)
- 2016: The Maiden (Kurzfilm)

Als Spezialeffektekünstler
- 2010: Regen (Kurzfilm)
- 2010: The Guild (Webserie, 2 Folgen)
- 2014: Massacre Lake (Kurzfilm)